# تفسير الزواوي
تفسير القرآن الكريم المشهور بـ تفسير الزواوي، للإمام إبراهيم بن فايد المعروف بسيدي بوسحاقي (المتوفى 857 هـ).

## نبذة عن المؤلف
هو أبو إسحاق إبراهيم بن فايد، ثم القسنطيني، المكنى زيان الزواوي أو أبو إسحاق الزواوي أو أبو جميل الزواوي أو أبو الفداء الزواوي، مفسر وفقيه ولغوي، ولد بالثنية من أعمال جرجرة سنة 796 هـ. توفي في سنة 857 هـ، ودفن بجوار وادي يسر في مقبرة العائلة في جبال الثنية.

## وصف
يُعْتَبَرُ تفسير الزواوي من الكتب الإسلامية المختصة بعلم تفسير القرآن الكريم في جرجرة.
ويُعدُّ من بين ما دُوِّن في موضوع التفسير بالمأثور أو تفسير القرآن بالقرآن، فيعتمد على تفسير القرآن بالقرآن الكريم، والسنة النبوية، وكذلك يذكر الأحاديث والآثار المسندة إلى أصحابها، وأقوال الصحابة والتابعين، كما اهتم باللغة العربية وعلومها، واهتم بالأسانيد ونقدها.

## أساتذته في التفسير
تم تدوين هذا التفسير من طرف الإمام إبراهيم بن فايد بعد رحلة علمية طويلة، في شمال أفريقيا، والحجاز، ثم الشام.
وقد تأثر متن هذا التأليف بدروس علم التفسير التي تلقاها إبراهيم بن فايد في تونس على يد القاضي أبي عبد الله القلشاني.
كما استلهم منهجه في التفسير من عالم تلمسان المدعو ابن مرزوق الحفيد الذي أخذ عنه في قسنطينة مع علماء آخرين.
واستفاد من تفسير ابن عرفة، وتفسير العز بن عبد السلام، بالإضافة إلى كتاب تفسير الثعالبي قبل اكتماله.
وهذا التفسير ملتزم بقراءة ورش عن نافع من طريق شعبة بن عياش التي أخذها إبراهيم بن فايد في مجلس الإمام ابن الجزري.

## ذكر تفسير الزواوي في التراث الإسلامي
- قال إسماعيل باشا الباباني في كتابه إيضاح المكنون في الذيل علي كشف الظنون حول كتاب تفسير الزواوي:[19]

- قال بدر الدين القرافي في كتابه توشيح الديباج وحلية الابتهاج حول كتاب تفسير الزواوي:[22]